# Лануртид Уелс
Лану̀ртид Уелс (на английски: Llanwrtyd Wells; на уелски: Llanwrtyd, произнася се по-близко до Хлану̀ртид) е малък град в Централен Уелс, графство Поуис. Разположен е около река Ирвон на около 50 km на северозапад от столицата Кардиф. Има жп гара. Балнеологичен курорт. Населението му е 601 жители според данни от преброяването през 2001 г.

## Побратимени градове
- Чески Крумлов, Чехия